# آنتیگنانو
آنتیگنانو (به ایتالیایی: Antignano) یک کومونه در ایتالیا است که در استان آسته واقع شده‌است.

## خصوصیات
آنتیگنانو ۱۰٫۹ کیلومترمربع مساحت و ۱٬۰۰۲ نفر جمعیت دارد.